# Shamim Azad
Shamim Azad (bengali, আজাদ আজাদ: শামীম আজাদ) (11 de novembro de 1952) é uma poetisa, contadora de histórias e escritora de Bangladesh.

## Carreira
Seus trabalhos variam de histórias folclóricas do Bangladesh à Europa. Mescla as linhas entre educação e diversão e suas oficinas são baseadas no folclore asiático, na herança e nas tradições orais.
Publicou 14 livros que incluem romances, coleções de histórias, ensaios e poemas em inglês e bengali e foi incluída em várias antologias, como Poesía sudasiática británica, Mi Nacimiento No Fue en vano, Velocidad, Emlit Proyecto y Lenguas Maternas. Escreveu duas peças para o Teatro de Lua Média. Trabalhou com compositores como Richard Blackford, Kerry Andrew, a coreógrafa Rosemary Lee, o artista visual Robin Whitemore e a dramaturga Mary Cooper.
Já se apresentou em palcos como o Museu de Londres, Cambridge Water Stone, Radio Freedom, Battersea Art Center, Lauderdale House, Commonwealth Institute, Biblioteca Britânica, British Council de Bangladesh, Takshila, no Paquistão e Nova Iorque. [7]Sua residência de ensino inclui a Universidade de Verão Hamlets Tower, a Sunderland City Library and Art Center, East Side Arts, Poetry Society.
Azad é um administrador de caridade, A World Action e Rich Mix, em Bethnal Green, Londres. Ela é uma dirigente de escola e presidente do Bishwo Shahitto Kendro (World Literature Center) em Londres. Faz parte do grupo de narração East, que convida os moradores locais a compartilhar algumas histórias reunidas pela rica e diversificada história da imigração Eastend.

## Prêmios
Recebeu o "Prêmio Bichitra" de Bangladesh em 1994.